# Чернолицый артам
Чернолицый артам (лат. Artamus cinereus) — вид птиц из семейства ласточковых сорокопутов, обитающий в Австралии, Новой Гвинее и на Зондских островах, включая Тимор. При длине тела 18-19 см является самым распространённым видом семейства.

## Описание
Тело длиной 18-19 см и весом 32-40 г. Клюв сине-серый с чёрным кончиком и чёрная лицевая маска, которая тянется от основания клюва до глаз и вокруг них. Оперение пепельно-серое, более светлое на груди и более тёмное на крыльях, подкрылья серебристого цвета. Хвост чёрный с белым кончиком.
Выделяют пять подвидов. Они различаются чёрной или белой окраской подхвостья. Подвиды с белым подхвостьем A.c. normani и A.c. dealbatus встречаются на полуострове Кейп-Йорк и в северном Квинсленде соответственно. Подвиды с чёрным подхвостьем: A.c. cinereus встречается на юго-западе Австралии, а A.c. melanops — на севере Австралии и Малых Зондских островах, включая Тимор. Особи обоих полов сходны по окраске. Молодые особи имеют коричневую окраску тела и крыльев с бурыми прожилками и бледно-жёлтый клюв.

## Распространение и среда обитания
Вид широко распространён в Австралии, занимает большую часть континента, за исключением восточной окраины. Ведёт преимущественно оседлый образ жизни, оставаясь в засушливых и полузасушливых районах даже во время засухи. Хотя она может быть частично кочевой, в засушливых и полузасушливых условиях чернолицый артам предпочитает открытые эвкалиптовые леса или кустарники. В тропических саваннах предпочитает открытые леса и луга. Часто собираются в стаи вместе с вьюрками, а иногда и с золотоплечими плоскохвостыми попугаями.

## Экология
В основном насекомоядны. Питаются в воздухе, парят и пикируют, чтобы поймать насекомых, в том числе мотыльков, а также часто кормятся на земле, поедая наземных насекомых или насекомых, пойманных на крыло для расчленения. У лесных ласточек есть языки, похожие на кисточки, которыми они собирают нектар.
Размножаются в сообществах, причём зафиксированы случаи выкармливания молодняка несколькими птицами, что, вероятно, является адаптацией к изменчивому климату в засушливых и полузасушливых условиях. Склонны собираться в стаи, что способствует терморегуляции, защите от ветра, социальной активности и снижает риск хищничества.
Размножение обычно следует после периода дождей с появлением большого количества насекомых, как правило, раз в год в августе-сентябре. Разнополые особи похожи внешне, а ухаживания состоят из вращения хвостом и взмахов крыльями. Самец и самка садятся в метре друг от друга, затем расправляют крылья, размахивая и вращая хвостом.
Гнезда строят в дуплах деревьев, расщелинах, развилках ветвей или на пнях. Строительство гнезда занимает 4-7 недель, оно состоит из веточек, грубой травы и выстилается более мягкой травой.
Яйца имеют овальную форму и размер 17-22 мм. Кладка состоит из 3-4 яиц. Окраска от белой до тускло-белой с пятнами, которые имеют красно-коричневый и лавандовый оттенок. Инкубация длится 14-16 дней, птенцы оперяются через 18 дней. Птенцы подвергаются опасности со стороны хищников, таких как ястребы, флейтовые птицы и кукабурры, но их отпугивают тревожные сигналы и атакующее поведение родителей. Другие птицы, например, попугаи, часто кормятся вблизи чернолицых артамов, тем самым снижая риск быть съеденными хищниками. Поскольку эти птицы размножаются сообща, можно увидеть помощников, которые кормят птенцов и защищают их от хищников.

## Ассоциации с другими видами птиц
На полуострове Кейп-Йорк чернолицые артамы ассоциируются с вьюрками и с золотоплечими плоскохвостыми попугаями, что имеет важные последствия для попугаев, находящихся под угрозой исчезновения. Гнездовые участки артамов расположены ближе к более открытым местам, на гравийных склонах и плоскогорьях. Взрослые особи часто питаются насекомыми на земле, но при этом эффективно защищают свою территорию от хищников, что также полезно для попугаев, кормящихся поблизости. Однако численность артамов на полуострове Кейп-Йорк сократилась с 1993 г. Сокращение связывают с загущением растительности в результате неправильного режима пожаров, что способствовало увеличению хищничества золотоплечего попугая.

## Борьба с пожарами
Несмотря на то, что в настоящее время природоохранный статус чернолицых артамов вызывает наименьшую озабоченность, в регионе отмечается значительное сокращение численности, особенно на полуострове Кейп-Йорк. Однако недавние изменения в борьбе с пожарами, в частности, выжигание бурелома, привели к прекращению сокращения численности вида. Буреломные пожары привели к созданию более открытой структуры растительности, что благоприятно для питания насекомых и гнездования артамов.